# Сьюелл Райт
Сьюелл Райт (1889—1988) — американський генетик, один із засновників синтетичної теорії еволюції, разом з Рональдом Фішером та Джоном Голдейном. Сформулював математичну модель генетичного дрейфа. Австор теорії зсувного балансу.

## Біографія
Народився у Мелроузі в Массачусеттсі 21 грудня 1889 року в родині економіста Філіпа Гріна Райта. У 1892 році Філіп Райт здобув посаду в Ломбардському коледжі у Гейлсбургу в Іллінойсі, і родина переїхала туди. Старший брат Райта Квінсі став відомим політологом, а молодший Теодор — авіаінженером.
Сьюелл рано розвинувся: почав читати ще до школи, у 7 років написав брошуру з природознавства, де описав мармозеток, мурашок, динозаврів, курячі шлунки, астрономію, волове очко. Також рано зацікавився математикою.
Після закінчення школи вступив до Ломбардського коледжу, спочатку на хімію. Однак невдовзі він розчарувався в цьому предметі та взяв академвідпустку, під час якої займався геодезичною зйомкою на будівництві залізниці компанії «Мілвокі-Роуд» між Шаєнном і Резервацією Стендінг-Рок на заході Південної Дакоти. Пізніше повернувся до Ломбардського коледжу, де його викладачкою біології була Вільгельміна Кі, одна з перших жінок, які здобули науковий ступінь з біології в США. Райт був другим учнем за успішністю на курсі, тому не міг претендувати на стипендію для вступу до університету, проте адміністрація відхилила кандидатуру жінки, і саме Райт здобув стипендію як найкращий студент. 250 доларів дозволили йому вступити до Іллінойського університету. Під час навчання Райта університет відвідав генетик Вільям Касл, який запросив Сьюелла працювати в його лабораторії в Гарвардському університеті.
У лабораторії Касла кожен аспірант займався генетикою окремого виду ссавців. Тоді в Касла працювали Кларенс Літтл, який вивчав мишей, а також Е. К. Макдавелл, який працював з кролями. Райту доручили досліджувати мурчаків. Під час аспірантури Райт вивчав успадкування кольору шерсті у різних ссавців. 
Після захисту дисертації Райт декілька років працював у Вашингтоні, як старший дослідник тваринництва в структурі Міністерства сільського господарства США.
1931 року Райт, тоді маловідомий генетик мурчаків та спеціаліст з худоби, опублікував у науковому журналі «Genetics» статтю, в якій описав модель поширення менделівських алелів у популяціях тварин.